# Marc (pape)
Pour les articles homonymes, voir saint Marc.
Marc, mort à Rome le 7 octobre 336, est un évêque de Rome qui accède à l'épiscopat le 18 janvier 336 pour un pontificat, mal connu, de quelques mois durant une période agitée par la crise arienne à laquelle il ne semble pas avoir pris part.
Selon le comput ecclésiastique de la tradition catholique, qui le célèbre comme saint le 7 octobre, il est le 34e pape.

## Éléments biographiques
Les quelques éléments biographiques concernant l'évêque Marc ou Marcus reposent essentiellement sur des éléments du Catalogus Liberianus, de la Chronique d'Eusèbe de Césarée et du Liber Pontificalis qui en fait un natif de Rome, fils d'un certain Priscus. S'il s'agit du « Marc » mentionné par l'empereur romain Constantin dans une lettre à l'évêque de Rome Miltiade afin de convoquer un synode, ce devait être un personnage important du clergé romain.

### Épiscopat

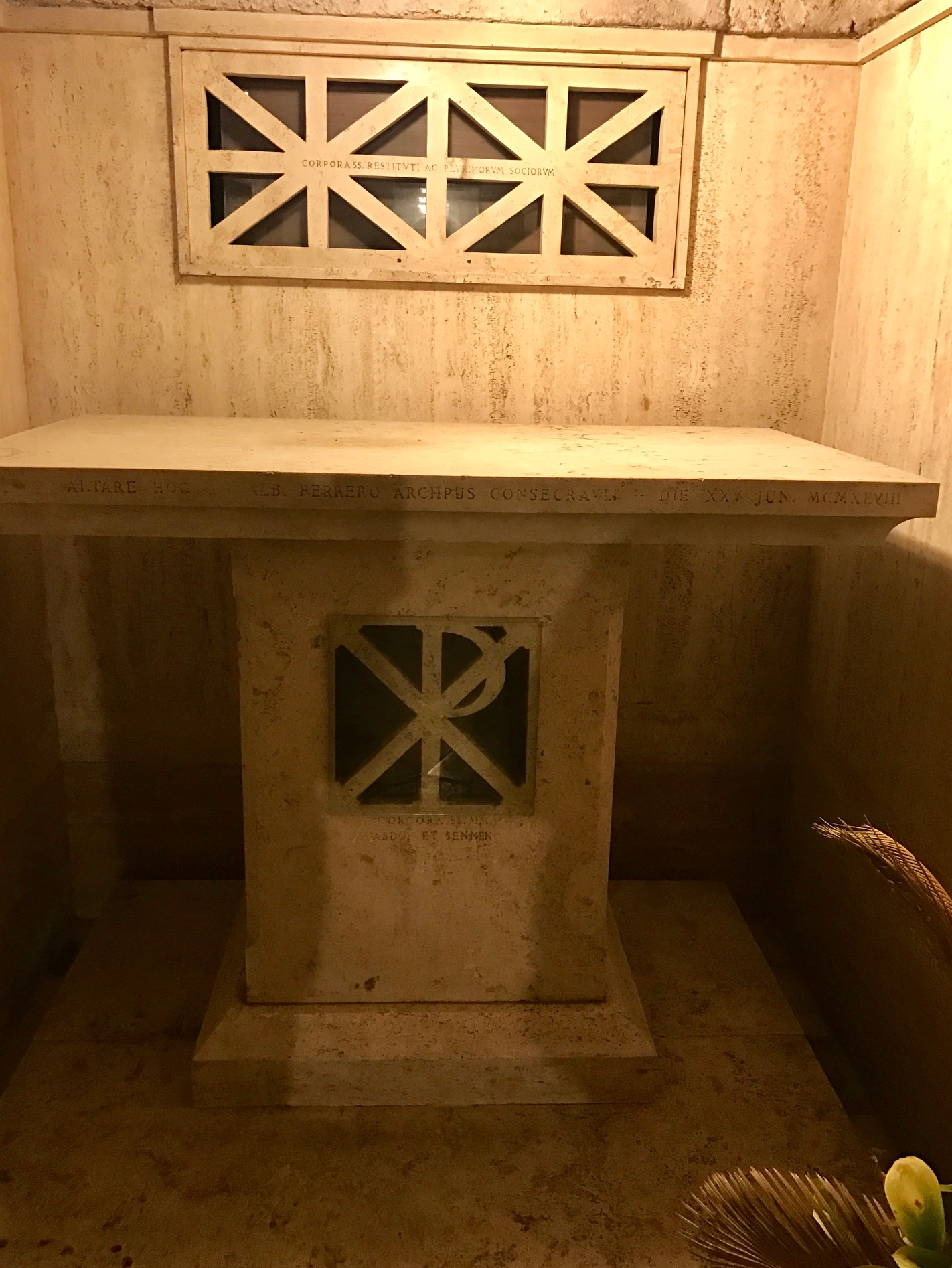
Tombe du pape Marc à la basilique San Marco Evangelista al Campidoglio (basilique Saint-Marc l'Évangéliste au Capitole).

Marc succède à Sylvestre Ier, le 18 janvier 336 pour un pontificat bref d'à peine huit mois, sous le consulat de Virius Nepotianus et Tettius Facundus. Son règne coïncide avec la crise arienne, à un moment où des personnalités défendant de la foi nicéenne sont déposées, à l'instar de Marcel d'Ancyre, voire exilées, comme Athanase d'Alexandrie tandis qu'Arius lui-même meurt à Constantinople. S'il existe une correspondance apocryphe entre Marc et Athanase d'Alexandrie présentée par des Fausses Décrétales, datées du  IXe siècle, rien n'indique cependant que l'évêque de Rome ait pris part aux débats du temps.
Selon le Liber Pontificalis, Marc aurait accordé le pallium — une bande blanche de laine d'agneau ornée de croix noires et rouges portée par l'évêque de Rome — aux évêques d'Ostie, décrétant que ces derniers consacreraient toujours leur homologue romain : effectivement, Augustin d'Hippone rapporte que l'évêque d'Ostie est bien le premier parmi les trois consécrateurs de celui de Rome. Marc aurait en outre également accordé ce pallium aux métropolitains mais l'information semble douteuse car il n'existe aucune trace d'une telle pratique à une époque aussi haute et aucun texte antérieur au VIe siècle ne fait mention de l'étoffe liturgique.
Il est possible que ce soit sous son règne que débutent la Depositio episcoporum et la Dispositio martyrum, deux compilations de listes d'anniversaires d'évêques et de martyrs.
Il meurt le 7 octobre 336 date à laquelle il est célébré comme saint par l'Église catholique. Initialement enterré dans la catacombe de Sainte-Balbine qu'il avait préparée de son vivant, ses reliques sont transférées dans la basilique San Marco Evangelista al Campidoglio (basilique Saint-Marc l'Évangéliste au Capitole) à Rome.

### Évergétisme
Marc semble avoir commandité l'élévation de deux églises romaines. La première est probablement sa maison particulière, un domus qu'il transforme en une église qui porte son nom avant d'être placée sous le patronage du second évangéliste Marc : il s'agit d’une basilique iuxta Pallicinis, la basilique San Marco Evangelista al Campidoglio, aujourd'hui intégrée au palais de Venise. La seconde est une basilique funéraire, située sur la via Ardeatina au cimetière Sainte-Balbine, où il fut inhumé et dont les ruines ont disparu au XVIIe siècle mais dont des éléments ont été mis au jour puis identifiés au début des années 1990.